# Porto Alegre do Tocantins
Porto Alegre do Tocantins is een gemeente in de Braziliaanse deelstaat Tocantins. De gemeente telt 2.968 inwoners (schatting 2009).